# Muscle Hill
Muscle Hill, född 15 februari 2006 på Winbak Farm i Chesapeake City i Maryland, är en amerikansk varmblodig travhäst. Han tränades av Gregory Peck och kördes oftast av Brian Sears. Han räknas som en av världens bästa travhästar genom tiderna, både på tävlingsbanan och i aveln.

## Tävlingskarriär
Han tävlade åren 2008–2009, och efter att ha slutat tvåa i debutloppet var han därefter obesegrad i karriärens resterande 20 starter. Totalt sprang han in 3,2 miljoner amerikanska dollar på dessa 21 starter. Han tog karriärens största segrar i Peter Haughton Memorial (2008), Breeders Crown (2008, 2009), Stanley Dancer Trot (2009), Hambletonian Stakes (2009), Kentucky Futurity (2009), World Trotting Derby (2009) och Canadian Trotting Classic (2009). Han utsågs till "Årets Häst" i USA 2009.
När han segrade i världens största unghästlopp Hambletonian Stakes den 8 augusti 2009 gjorde han detta på sitt personliga löpningsrekord 1:50.1 över 1609 meter. Detta var fram till 2025 den snabbaste segertiden någonsin i loppet, och tangerades av hans avkomma Ramona Hill, 2020. Segertiden slogs av Nordic Chapter 2025.

## Starter
| Nr | Datum             | Lopp                                                | Bana               | Kusk            | Odds | Tid    | Dist.   | Plac. | Vinstsumma  | Ref.  |
| -- | ----------------- | --------------------------------------------------- | ------------------ | --------------- | ---- | ------ | ------- | ----- | ----------- | ----- |
| -  | 17 juni 2008      | Kvallopp                                            | Gaitway Farm       | Gregory Peck    | -    | 2:00.2 | 1 609 m | 2     | 0 USD       | [ 6 ] |
| -  | 25 juni 2008      | Kvallopp                                            | Meadowlands        | Brian Sears     | -    | 1:59.0 | 1 609 m | 1     | 0 USD       | [ 6 ] |
| 1  | 3 juli 2008       | New Jersey Sire Stakes, elimination                 | Meadowlands        | Brian Sears     | 16   | 1:58.4 | 1 609 m | 2     | 9 937 USD   | [ 6 ] |
| 2  | 10 juli 2008      | New Jersey Sire Stakes, final                       | Meadowlands        | Brian Sears     | 16   | 1:57.2 | 1 609 m | 1     | 87 500 USD  | [ 6 ] |
| 3  | 23 juli 2008      | Peter Haughton Memorial, elimination                | Meadowlands        | Brian Sears     | 15   | 1:55.4 | 1 609 m | 1     | 10 000 USD  | [ 6 ] |
| 4  | 31 juli 2008      | Peter Haughton Memorial, final                      | Meadowlands        | Brian Sears     | 15   | 1:55.0 | 1 609 m | 1     | 250 000 USD | [ 6 ] |
| -  | 2 september 2008  | Kvallopp                                            | The Red Mile       | Andrew McCarthy | -    | 1:59.0 | 1 609 m | 1     | 0 USD       | [ 6 ] |
| -  | 9 september 2008  | Kvallopp                                            | The Red Mile       | Andrew McCarthy | -    | 1:56.4 | 1 609 m | 1     | 0 USD       | [ 6 ] |
| 5  | 15 september 2008 | Simpson Memorial                                    | The Red Mile       | Andrew McCarthy | 12   | 1:56.1 | 1 609 m | 1     | 6 164 USD   | [ 6 ] |
| 6  | 25 september 2008 | Walnut Hall Cup                                     | The Red Mile       | Brian Sears     | 14   | 1:55.0 | 1 609 m | 1     | 49 000 USD  | [ 6 ] |
| 7  | 2 oktober 2008    | International Stallion Stake                        | The Red Mile       | Brian Sears     | 11   | 1:54.3 | 1 609 m | 1     | 42 200 USD  | [ 6 ] |
| -  | 14 november 2008  | Kvallopp                                            | Gaitway Farm       | Brian Sears     | -    | 1:57.3 | 1 609 m | 1     | 0 USD       | [ 6 ] |
| 8  | 21 november 2008  | Breeders Crown 2YO Colt & Gelding Trot, elimination | Meadowlands        | Brian Sears     | 12   | 1:57.2 | 1 609 m | 1     | 12 500 USD  | [ 6 ] |
| 9  | 29 november 2008  | Breeders Crown 2YO Colt & Gelding Trot, final       | Meadowlands        | Brian Sears     | 19   | 1:53.3 | 1 609 m | 1     | 350 000 USD | [ 6 ] |
| -  | 14 maj 2009       | Kvallopp                                            | Meadowlands        | Brian Sears     | -    | 1:55.4 | 1 609 m | 1     | 0 USD       | [ 6 ] |
| -  | 21 maj 2009       | Kvallopp                                            | Meadowlands        | Brian Sears     | -    | 1:54.3 | 1 609 m | 1     | 0 USD       | [ 6 ] |
| 10 | 4 juni 2009       | New Jersey Sire Stakes, elimination                 | Meadowlands        | Brian Sears     | 12   | 1:53.1 | 1 609 m | 1     | 27 450 USD  | [ 6 ] |
| -  | 25 juni 2009      | Kvallopp                                            | Meadowlands        | Brian Sears     | -    | 1:55.1 | 1 609 m | 1     | 0 USD       | [ 6 ] |
| -  | 9 juli 2009       | Kvallopp                                            | Meadowlands        | Brian Sears     | -    | 1:54.2 | 1 609 m | 1     | 0 USD       | [ 6 ] |
| 11 | 17 juli 2009      | Stanley Dancer Trot                                 | Meadowlands        | Brian Sears     | 12   | 1:52.1 | 1 609 m | 1     | 92 625 USD  | [ 6 ] |
| 12 | 1 augusti 2009    | Hambletonian Stakes, elimination                    | Meadowlands        | Brian Sears     | 11   | 1:52.3 | 1 609 m | 1     | 35 000 USD  | [ 6 ] |
| 13 | 8 augusti 2009    | Hambletonian Stakes, final                          | Meadowlands        | Brian Sears     | 13   | 1:50.1 | 1 609 m | 1     | 760 166 USD | [ 6 ] |
| -  | 21 augusti 2009   | Kvallopp                                            | The Red Mile       | Gregory Peck    | -    | 1:56.2 | 1 609 m | 1     | 0 USD       | [ 6 ] |
| 14 | 29 augusti 2009   | American National                                   | Balmoral Park      | Brian Sears     | 10   | 1:52.3 | 1 609 m | 1     | 92 000 USD  | [ 6 ] |
| 15 | 5 september 2009  | World Trotting Derby                                | DuQuoin State Fair | Luke McCarthy   | 10   | 1:52.3 | 1 609 m | 1     | 259 200 USD | [ 6 ] |
| 16 | 12 september 2009 | Canadian Trotting Classic, elimination              | Mohawk             | Brian Sears     | 11   | 1:53.3 | 1 609 m | 1     | 20 000 USD  | [ 6 ] |
| 17 | 19 september 2009 | Canadian Trotting Classic, final                    | Mohawk             | Brian Sears     | 11   | 1:53.1 | 1 609 m | 1     | 500 000 USD | [ 6 ] |
| 18 | 3 oktober 2009    | Kentucky Futurity, elimination                      | The Red Mile       | Brian Sears     | 10   | 1:52.3 | 1 609 m | 1     | 54 000 USD  | [ 6 ] |
| 19 | 3 oktober 2009    | Kentucky Futurity, final                            | The Red Mile       | Brian Sears     | 10   | 1:51.1 | 1 609 m | 1     | 252 000 USD | [ 6 ] |
| 20 | 24 oktober 2009   | Breeders Crown 3YO Colt & Gelding Trot              | Woodbine           | Brian Sears     | 10   | 1:54.1 | 1 609 m | 1     | 308 940 USD | [ 6 ] |

## Avelshingst
Efter tävlingskarriären har Muscle Hill varit framgångsrik som avelshingst, och tilldelats avelsbedömningen "Elithingst" för sin utomordentliga förärvning. Han har lämnat efter sig stjärnor som Propulsion (2011), Resolve (2011), Trixton (2011), Mission Brief (2012), Pasithea Face (2012), Tobin Kronos (2012), Day or Night In (2012), Marion Marauder (2013), Global Trustworthy (2013), Southwind Frank (2013), Southwind Feji (2013), Mellby Free (2014), Villiam (2014), Campo Bahia (2015), Forfantone Am (2015), Missle Hill (2015) och Ganga Bae (2016).